# Spiegeltest
Als Spiegeltest bezeichnet man ein Experiment zur Selbstwahrnehmung, bei dem ein Spiegel ins Sichtfeld eines Testtiers oder einer Testperson gebracht und die Reaktion auf ein künstlich auf dem Körper angebrachtes Merkmal beobachtet wird. Eine typische Form des Tests ist das Anbringen einer Farbmarkierung an einer Stelle, die nur durch einen Blick in den Spiegel wahrgenommen werden kann. Geprüft wird mit Hilfe dieser Versuchsanordnung, ob das Individuum durch sein Verhalten anzeigt, dass es erkennt, dass sich die Markierung am eigenen Körper befindet.
Die Methodik des Spiegeltests wurde unabhängig voneinander von Gordon G. Gallup für Schimpansen (1970) und Beulah Amsterdam für Kleinkinder (1972) entwickelt.
Umstritten ist, welche Aussagekraft das Bestehen des Spiegeltests neben dem Nachweis von Selbstwahrnehmung zum Beispiel auch für Ichbewusstsein bei Tieren hat.

## Spiegeltest bei Kindern
Um Kinder zu testen, wird beispielsweise Rouge in deren Gesicht aufgebracht (Rouge-Test). Anschließend wird beobachtet, ob das Kind beim Betrachten des eigenen Spiegelbildes eine Reaktion zeigt, die darauf schließen lässt, dass der Fleck am eigenen Körper entdeckt wird. Eine solche Reaktion kann zum Beispiel sein, dass versucht wird, den Fleck wegzuwischen.
Kinder bestehen den Spiegeltest durchgängig im Alter von rund 24 Monaten; schon ab einem Alter von ungefähr 18 Monaten zeichnet sich beim Spiegeltest ein Erkennen ab. Der französische Psychoanalytiker Jacques Lacan bezeichnete die Entwicklungsphase des Kindes, während derer sich diese Fähigkeit zur Selbstwahrnehmung herausbildet, als Spiegelstadium.
Eine Abwandlung des Spiegeltests ist der Einsatz von Videokameras und Monitoren mit dem Ziel, Hinweise auf den Zeitpunkt der Herausbildung von Ichbewusstsein zu gewinnen. Zu diesem Zweck wurden Kinder beim Spielen gefilmt, und diese Aufnahmen wurden ihnen beispielsweise um wenige Minuten zeitversetzt gezeigt. Während des Spielens war ihnen jeweils unbemerkt ein großer Aufkleber auf dem Kopf befestigt worden. Zwei bis vier Jahre alte Kinder – jedoch nicht alle – entfernten nach dem Abspielen der Aufzeichnung sofort den Aufkleber, jüngere Kinder hingegen nicht.

## Spiegeltest bei Tieren
Es ist bei Spiegeltests zu unterscheiden zwischen dem „Verstehen“ der Funktionsweise eines Spiegels und dem Erkennen des eigenen Spiegelbilds. Nur letzteres ist als Bestehen des Spiegeltests zu deuten.
Eine Voraussetzung zur Selbstwahrnehmung mit Hilfe des Spiegeltests wurde 2009 in einem Test bei jungen Schweinen beobachtet: Nach einer kurzen Eingewöhnungsphase suchten sie relativ rasch und gezielt einen Futtertrog auf, dessen genaue Position sie nur anhand seines Spiegelbilds lokalisieren konnten. Auch viele Hunde können einen Spiegel nutzen, um verstecktes Futter zu finden. Weder Schweine noch Hunde oder Katzen bestehen jedoch den klassischen Spiegeltest mit einer Markierung. 
Das Bestehen des Spiegeltests ist nicht immer zweifelsfrei nachzuweisen. So kann ein farbiger Fleck auf der Haut oder eine farbige Klammer im Fell oft nicht unbemerkt angebracht werden, oder eine Abwischreaktion ist nicht möglich (etwa bei den Zahnwalen), oder eine solche Markierung würde schon durch Mitglieder der sozialen Gruppen entfernt werden. In solchen Fällen muss man den Spiegeltest ohne Markierung durchführen und beobachten, ob das Verhalten atypisch ist im Vergleich zu der Reaktion auf ein fremdes Individuum.
Einen alternativen Ansatz wählten chinesische Neurobiologen für Experimente mit drei Rhesusaffen, die den Spiegeltest zunächst nicht bestanden. In mehrwöchigem Training wurden die Affen daran gewöhnt, korrekt auf einen per Laserpointer projizierten Lichtfleck zu deuten, dessen genaue Position im Raum sie nur über einen Spiegel sehen konnten. Nachdem sie diese Koppelung von visuellem Reiz und Zeigebewegung gelernt hatten, wurde der Lichtfleck erstmals auf ihren Kopf projiziert: Alle drei Affen waren nun in der Lage, das Spiegelbild ihres Kopfes als „eigenen Kopf“ zu identifizieren und auf den Fleck zu deuten.
Das Nichtbestehen des Spiegeltests drückt sich bei den meisten Spezies dadurch aus, dass sie auf das Spiegelbild wie auf ein fremdes Individuum reagieren – je nach Art können dies Drohgebärden, Warnlaute, Begrüßungsgebärden oder schlichtes Ignorieren sein.

### Säugetiere
- Affen: Die Großen Menschenaffen bestehen den Spiegeltest regelmäßig. Eine häufigere Beobachtung, die vielfach als Eigen-Erkennung bei Affen und Menschen gewertet wird, ist das enge Herantreten an den Spiegel mit atypischem Betrachten der Zähne, das für den Beobachter wie heftiges Schneiden von Grimassen erscheint.
  - Schimpansen: Sowohl viele Gemeine Schimpansen als auch viele Bonobos bestehen den Spiegeltest. Nach kurzer Phase mit Warnlauten (wie zu einem Individuum einer fremden Gruppe) wird das gleichartige Verhalten erkannt, auch durch spielerische Tests mit Herumwerfen der Arme, danach Herantreten an den Spiegel und Untersuchen der Zähne.[1] Dies alles gilt nur für Affen, die mit sozialem Kontakt aufwuchsen; isoliert aufgewachsene Affen erkennen sich nicht.[12][13]
  - Orang-Utans: Sie bestehen durchgängig den Spiegeltest. Sie können danach auch mit einem Handspiegel gut umgehen und ihn frei nutzen.[14] Bereits Charles Darwin beschrieb 1838 einen Orang-Utan, der sich in einem Spiegel beobachtete.[15]
  - Gorillas vermeiden Blickkontakt zu anderen Gorillas, weswegen es sich als schwierig erwies, einen Spiegeltest mit ihnen durchzuführen. Nach Gewöhnung an einen Spiegel können jedoch auch Gorillas den Spiegeltest bestehen.[16]
  - Rhesusaffen erkennen sich nicht spontan im Spiegel, können die Selbsterkennung aber erlernen.[17]
- Eine Reihe von Arten der Zahnwale, insbesondere Delfine[18], besteht den Spiegeltest.
- Asiatischer Elefant: Drei Elefanten wurden im New Yorker Bronx-Zoo mit ihrem Spiegelbild konfrontiert. Nach vergeblicher Kontaktaufnahme mit dem Spiegelbild wurde bei einem der Tiere schließlich beobachtet, wie es seinen Rüssel zu einer zuvor unbemerkt auf seinem Kopf angebrachten Markierung führte.[19]

### Vögel
- Elstern – Experimente der Ruhr-Universität Bochum aus den Jahren 2000 und 2008 berichten von bestandenen Spiegeltests bei Elstern, die unbemerkt mit einem Farbfleck markiert worden waren: „Das Ergebnis war überzeugend, das Interesse der Vögel richtete sich nur dann eindeutig auf den eigenen roten Kehlfleck, wenn sie sich vis-à-vis zu ihrem Spiegelbild befanden. […] Wie viele derjenigen Komponenten, die menschliches Selbsterkennen ermöglichen, im hochentwickelten Gehirn der Elster realisiert sind, wissen wir noch nicht. Es bleibt aber festzustellen, dass Elstern vor dem Spiegel ähnlich reagierten wie Schimpansen und Orang Utans in vergleichbaren Tests, die bei diesen Menschenaffen als Hinweis auf Selbsterkennen interpretiert wurden.“[20]
- Tauben – Nach Tests von Epstein, Lanza und Skinner, publiziert 1981, wurde ein Bestehen des Spiegeltests berichtet;[21] die Reproduzierbarkeit ihrer Versuchsanordnungen wurde zeitweise angezweifelt, 2014 jedoch bestätigt.[22]
- Keas – In einer 2014 publizierten Dissertation wird berichtet, dass Keas sich selbst im Spiegel erkennen. Ihr Verhalten ihrem Spiegelbild gegenüber war anders, als es einem anderen Tier gegenüber wäre, und sie reagierten auf an ihrem Körper angebrachte Farbmarkierungen.[23]
- Raben und Krähen – Ebenfalls in einer Studie der Ruhr-Universität Bochum versuchten die Tiere, sich einen unbemerkt aufgebrachten roten Punkt zu entfernen.

### Kopffüßer
- Kraken bzw. Oktopusse, die zu den intelligentesten wirbellosen Tieren zählen, bestehen den Test nicht.[24][25]

### Fische
- Mehreren Fachaufsätzen zufolge besteht der Putzerlippfisch Labroides dimidiatus den Test: Die Tiere entfernen einen farbigen Fleck, sofern sie diesen im Spiegel wahrnehmen können.[26] Versahen die Forscher die Tiere mit Flecken, gaben ihnen jedoch keinen Spiegel, reagierten die Fische dagegen nicht darauf, ebenso wenig wie auf transparente Markierungen, die im Spiegel nicht sichtbar waren. Auf Flecken direkt auf dem Spiegel reagieren sie ebenfalls nicht. „Durch all diese Beobachtungen können wir ausschließen, dass die Fische instinktiv auf an Parasiten erinnernde Markierungen in ihrer Umwelt reagieren. Nur der Anblick von Flecken auf der eigenen Haut stellt folglich für einen Putzerfisch einen Reiz dar, auf den er reagiert. Damit erfüllt das Verhalten der Putzerfische alle Kriterien für einen bestandenen Spiegeltest“, argumentierte Co-Autor Alex Jordan vom Max-Planck-Institut für Ornithologie und der Universität Konstanz.[27] Die zunächst 2019 im Fachblatt PLoS Biology berichteten Befunde wurden in den folgenden Jahren durch weitere Publikationen gestützt.[28][29][30]